# Hornedjheriotef
Hornedjheriotef was een koning van de 13e dynastie uit de Egyptische oudheid. Zijn naam betekent: "Horus beschermt zijn vader" en zijn tweede naam: Bevredigend hart van Re.

## Biografie
De farao is bekend van de Turijnse koningslijst. Hij is van Aziatische origine. Van de bewijzen is bekend dat hij een paleis heeft gebouwd bij Tell el-Daba, een scarabee te Jericho een beeld heeft achtergelaten.
Zoals in de warrige tijd van de 13e Dynastie kan deze heerser worden verward met andere farao's vanwege de naam Sehotepibre of Hotepibre.